# A magyar női labdarúgó-válogatott 2013. szeptember 5-i mérkőzése
Előző mérkőzés - Következő mérkőzés
A magyar női labdarúgó-válogatott barátságos mérkőzése Románia ellen, 2013. szeptember 5-én Gyulán, amelyen a magyar csapat 5–1-es győzelmet ért el.

## Keretek
| Magyarország         | Magyarország | Magyarország | Magyarország         |
| Név                  | Kor          | Vál./Gól     | Klub                 |
| -------------------- | ------------ | ------------ | -------------------- |
| Szőcs Réka           | 23 éves      | 42 / 0       | MTK Hungária         |
| Németh Júlia         | 21 éves      | 4 / 0        | Ferencvárosi TC      |
| Kovács Klaudia       | 22 éves      | 5 / 0        | Astra Hungary FC     |
| Szeitl Szilvia       | 26 éves      | 47 / 1       | 1. FC Femina         |
| Gál Tímea            | 28 éves      | 53 / 0       | MTK Hungária         |
| Tálosi Szabina       | 24 éves      | 42 / 4       | FC Südburgenland     |
| Tóth II Alexandra    | 21 éves      | 30 / 0       | Viktória FC          |
| Demeter Réka         | 21 éves      | 28 / 0       | MTK Hungária         |
| Szabó Viktória       | 16 éves      | 5 / 0        | Ferencvárosi TC      |
| Tell Zsófia          | 21 éves      | 7 / 0        | MTK Hungária         |
| Mosdóczi Evelin      | 18 éves      | 2 / 0        | Ferencvárosi TC      |
| Szabó Zsuzsanna      | 22 éves      | 3 / 0        | MTK Hungária         |
| Tatai Krisztina      | 20 éves      | 0 / 0        | MTK Hungária         |
| Szabó Boglárka       | 20 éves      | 25 / 1       | Astra Hungary FC     |
| Smuczer Angéla       | 31 éves      | 85 / 2       | MTK Hungária         |
| Csiszár Henrietta    | 19 éves      | 20 / 2       | MTK Hungária         |
| Palkovics Nóra       | 18 éves      | 6 / 0        | MTK Hungária         |
| Sipos Lilla          | 21 éves      | 30 / 5       | FC Südburgenland     |
| Fenyvesi Evelin      | 16 éves      | 3 / 0        | Ferencvárosi TC      |
| Zimányi Kovács Anikó | 21 éves      | 3 / 0        | Szegedi Boszorkányok |
| Dénes Dorottya       | 21 éves      | 1 / 0        | Budapest Honvéd FC   |
| Zágor Bernadett      | 23 éves      | 26 / 2       | MTK Hungária         |
| Pádár Anita          | 34 éves      | 109 / 39     | MTK Hungária         |
| Vágó Fanny           | 22 éves      | 47 / 24      | MTK Hungária         |
| Kaján Zsanett        | 15 éves      | 7 / 2        | Ferencvárosi TC      |
| Nagy Dóra            | 18 éves      | 0 / 0        | Viktória FC          |
| Zeller Dóra          | 18 éves      | 3 / 2        | Ferencvárosi TC      |

| Románia | Románia | Románia  | Románia |
| Név     | Kor     | Vál./Gól | Klub    |
| ------- | ------- | -------- | ------- |

 megjegyzés: Az adatok a mérkőzés napjának megfelelőek!

## Az összeállítások
| 2013. szeptember 5. |

| Magyarország                         | 5 – 1   | Románia |
| ------------------------------------ | ------- | ------- |
| Kaján 22' Vágó 73' 80' Pádár 82' 89' | (1 – 0) | ? 85'   |

| Gyula |

| Magyarország | Románia |

| MAGYARORSZÁG:        |    |                   |             |
|                      |    |                   |             |
| K                    | 1  | Szőcs Réka        | 77'         |
| V                    | 14 | Mosdóczi Evelin   |             |
| V                    | 4  | Tóth II Alexandra |             |
| V                    | ?  | Tatai Krisztina   |             |
| V                    | 5  | Gál Tímea         | 9'          |
| VKP                  | 14 | Fenyvesi Evelin   |             |
| VKP                  | 2  | Tell Zsófia       | a szünetben |
| KP                   | ?  | Zeller Dóra       | 59'         |
| KP                   | 13 | Palkovics Nóra    |             |
| KP                   | 11 | Kaján Zsanett     | a szünetben |
| CS                   | ?  | Nagy Dóra         | a szünetben |
| Cserék:              |    |                   |             |
| K                    | 12 | Kovács Klaudia    | 77'         |
| V                    | 20 | Szabó Viktória    | 9'          |
| VKP                  | 6  | Smuczer Angéla    | a szünetben |
| CS                   | 8  | Pádár Anita       | a szünetben |
| CS                   | 21 | Zágor Bernadett   | 59'         |
| CS                   | 10 | Vágó Fanny        | a szünetben |
| Szövetségi kapitány: |    |                   |             |
| Vágó Attila          |    |                   |             |

| ROMÁNIA: |  |
|          |  |

## A mérkőzés
| „             | A keddi meccshez képest teljesen új csapattal álltunk fel, mind a tíz mezőnyjátékos más volt, mert kíváncsi voltam arra, hogy a fiatalok közül kik azok, akik nemzetközi meccsen jó teljesítményt tudnak nyújtani . Örülök, hogy a lehetőséghez jutó játékosok bebizonyították, hogy nem véletlenül vannak a keretben, ezek után kellemes problémáink lesznek a tétmeccsekre készülő keret kijelölésekor. Az első 15 percben kapkodva játszottunk, de egy gyönyörű szabadrúgásgóllal vezetést szereztünk, és onnantól kezdve az történt a pályán, amit mi akartunk. Akkora különbség talán nem volt a két csapat között, mint amekkorát az eredmény sejtet, mezőnyben kiegyenlített volt a játék, a kapu előtt viszont sokkal határozottabbak voltunk ellenfelünknél. Nem értékeljük túl a kettős sikert, ahogyan a Balaton Kupán elszenvedett vereségeket követően sem temettem a csapatot, számunkra ugyanis a vb-selejtezők jelentik az igazi kihívást, mindent az első, osztrákok elleni meccsre való felkészülésnek rendelünk alá. | ” |
| – Vágó Attila | |   |